# ریکاردو باربوتی
ریکاردو باربوتی (انگلیسی: Riccardo Barbuti؛ زادهٔ ۱۲ مارس ۱۹۹۲) بازیکن فوتبال اهل ایتالیا است.
از باشگاه‌هایی که در آن بازی کرده‌است می‌توان به باشگاه فوتبال آ. ث. لومتزانه، باشگاه فوتبال دلفینو پسکارا، و باشگاه فوتبال ساسولو اشاره کرد.